# Améleté Abalo
Pascal Amélété Abalo, mais conhecido como Améleté Abalo (Lomé, 7 de março de 1962 – Cabinda, 9 de janeiro de 2010) foi um treinador de futebol togolês. Atuou como auxiliar técnico da Seleção Togolesa de Futebol.
Abalo foi assassinado no ataque contra a Seleção Togolesa de Futebol em 2010, feito pela guerrilha Frente para a Libertação do Enclave de Cabinda